# Lupara
Lupara – miejscowość i gmina we Włoszech, w regionie Molise, w prowincji Campobasso.
Według danych na rok 2004 gminę zamieszkiwało 651 osób, 26 os./km².